# Søren og Mette
Søren og Mette er en skolebogsserie anvendt i indskolingen til at lære børn at læse. 1. udgave udkom 1954 og var baseret på fonologiske principper. Det gælder også for senere udgaver, men i takt med samfundets forandringer ændrede Søren og Mettes verden sig også. Forfatterne til 1. udgave var lærer Knud Hermansen og psykolog Ejvind Jensen, mens tegneren Kirsten Jensenius stod for illustrationerne.
| Bog | Spire Denne artikel om bøger og tidsskrifter er en spire som bør udbygges. Du er velkommen til at hjælpe Wikipedia ved at udvide den. |